# Макар Іван Арсентійович

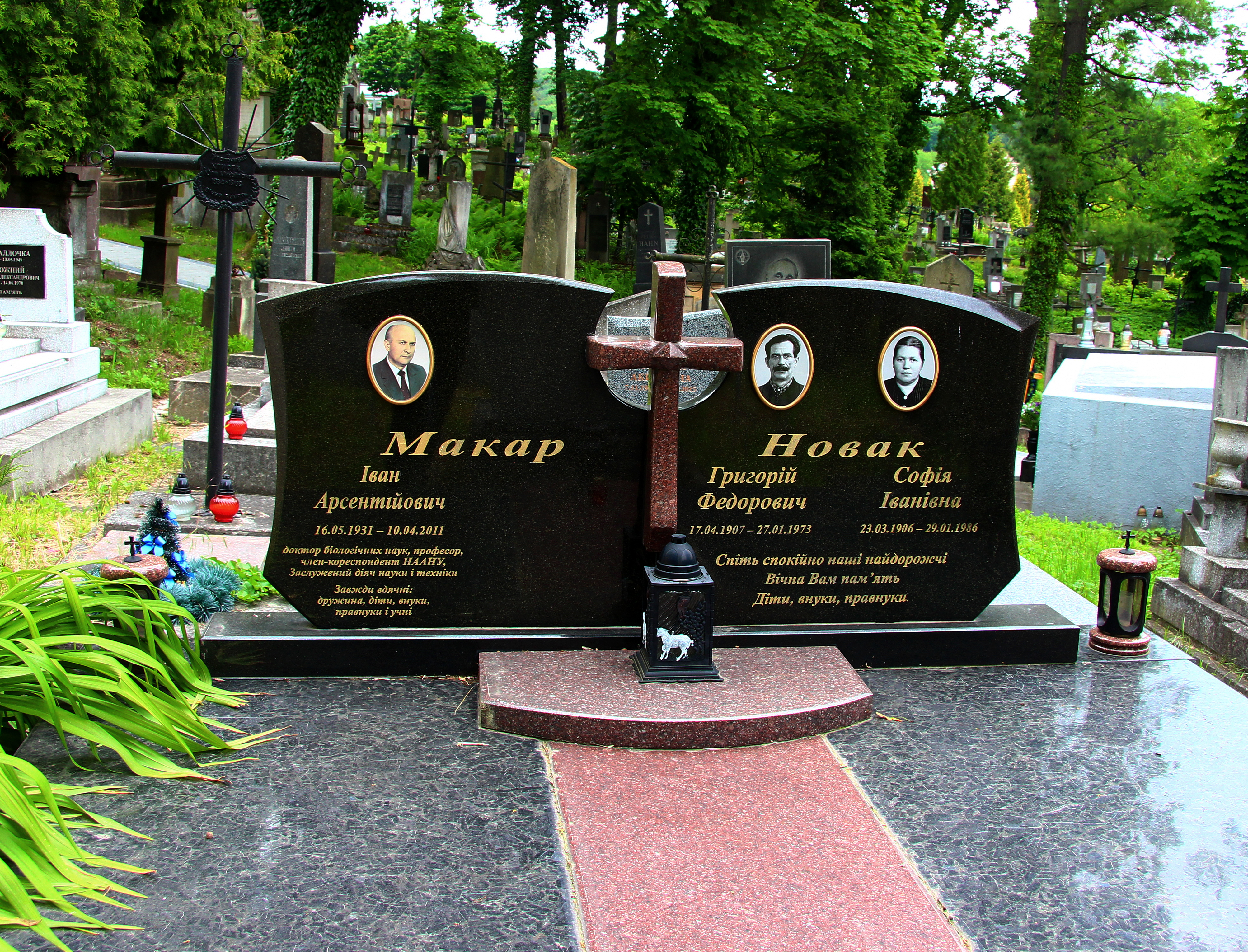

Іван Арсентійович Макар (16 травня 1931 на Самбірщині — квітень 2011) — український вчений-біохімік, доктор біологічних наук, професор, членкореспондент НААН, заслужений діяч науки і техніки України.

## Життєпис
Закінчив у 1954 зоотехнічний факультет Львівського зооветеринарного інституту;
1958—1961 рр. — аспірант НДІ землеробства і тваринництва західних районів УРСР.
1961—1964 рр. — старший науковий співробітник лабораторії обміну речовин Укр. НДІ фізіології і біохімії сільськосподарських тварин;
1964—1965 рр. — заступник директора з наукової роботи цього ж інституту;
1965—1970 рр. — старший науковий співробітник лабораторії обміну речовин;
1970—1999 рр. — завідувач лабораторії біохімічних основ вовноутворення;
у 2000—2011 рр. — головний науковий співробітник Інституту біології тварин НААН.
Похований на 51 полі Личаківського цвинтаря.

## Наукова діяльність
Розробляв теоретичні основи вовноутворення на основі з'ясування закономірностей метаболічних процесів у вовноутворюючих структурах у різних порід овець залежно від продуктивності, фізіологічного стану, умов годівлі і утримання.
Опублікував понад 400 наукових праць, в тому числі 25 методичних і практичних рекомендацій, 7 патентів.
Під його керівництвом підготовлено і захищено 27 кандидатських і 2 докторські дисертації.

## Громадська діяльність
Був членом
- Всесоюзного та Українського біохімічного товариства,
- Всесоюзного товариства «Знання»,
- наукового товариства ім. Т. Шевченка.